# Marc Libbra
Marc Libbra (Tolone, 5 agosto 1972) è un ex calciatore ed ex giocatore di beach soccer francese, di ruolo attaccante.
Ha militato nella Nazionale di beach soccer della Francia.